# ボララル
ボララル (ウズベク語: Bolalar / Болалар) は1989年にバハディール・プラトフとターヒル・サディコフにより結成されたウズベキスタンのポップ・ロックバンドである。ボララルは現在ボーカルとリズムギターを担当するターヒル・サディコフのほか、リードギター担当のティムール・ガイヌトディノフ、エレキベース担当のアンヴァール・サロフトディノフ、ドラム担当のタフィク・マルドゥハエフ、キーボード及び作曲・編曲担当のヴァギフ・ザキロフで構成されている。ボララルはアメリカ合衆国で公演を行っている数少ない中央アジアのバンドの一つであり、iTunesオンラインストア上でアルバムを発売している。ボララルはタロナ・レコードに所属しており、2001年にはウズベキスタン最優秀楽曲賞を、2001年と2002年には最優秀バンドに送られるタロナ賞を受賞している。長きに渡りバンドのメインボーカルとギター、作詞作曲を務めるターヒル・サディコフはウズベキスタンの功労芸術家に認定されている。ボララルと、ボララルのメンバーが影響を受けたと語るロシアのバンドラスコヴィイ・マイはしばしば「1990年代のレジェンド」と呼ばれる。

## 歴史
タシュケントの同じ高校に通っていたターヒル・サディコフと彼の友人であるルスラン・シャリポフ、バハディール・プラトフ、ジャヴァヒール・ザキロフは1989年にバンドを結成した。1989年に彼らが発表した楽曲「ボララル」でバンドの人気に火がついた。ボララルはもともとはバハディール・プラトフ、フサン・サディコフ (ターヒルの兄弟)、ジャヴァヒール・ザキロフ、ナルギザ・ザキロヴァ、ルスラン・シャリポフ、タフィク・マルドゥハエフ、ターイル・アディロフ・ターヒル・サディコフの8人で構成されていた。バンド名である「ボララル」はウズベク語で子供達もしくは少年達を表す単語であるが、スラングで「連中」といった意味を持つ。バンドメンバーはウズベキスタンのロックンロール歌手ダフラン・ガイポフや結成当時人気のあったロシアのバンドラスコヴィイ・マイに影響を受けたと語っている。ターヒル・サディコフとラスコヴィイ・マイのメインボーカルを務めるユーリイ・シャトゥノフは2009年に開催されたタシュケントのコンサートで共演した。
ボララルは1990年2月に初めて大規模なコンサートを行った。1990年1月、ボララルは初のアルバム「Esingdami Seni?」 (覚えてる？)を発売した。バンド結成当時の作曲及び構成担当はルスラン・シャリポフだった。年月を経て結成当時のメンバーは次第にバンドを離れ、サディコフは2013年現在残っている唯一の結成当時からのメンバーである。しかし、かつてのバンドメンバーとともに演奏することもある。ターヒル・サディコフはソロ活動も積極的に行なっている。彼は通常、楽曲の作詞作曲を自身で行なっている。

## 作品
ボララルは1990年1月に初のアルバム「Esingdami Seni?」 (覚えてる？) を発売した。2007年1月22日、ボララルはアルバム「The Very Best of the Fontana Years」をiTunesオンラインストア上でリリースした。ターヒル・サディコフとボララルは280以上の楽曲と10のミュージック・ビデオ、28のアルバムを発売している。2000年代なかばよりサディコフはソロ活動を行なっているが、時によりバンドメンバーも加わって活動を行うこともある。

## 音楽スタイル
ボララルの音楽はポップ・ロックやエクスペリメンタル・ロックと呼ばれる分野に属する。ボララルは年月を経ると共に様々な異なる音楽スタイルを組み合わせるようになっている。彼らの音楽は結成当時はポップ・ロックの楽曲がほとんどだったが、楽曲を多く発売するようになってからはより重いテーマを扱った実験的な楽曲も登場した。その後は重いテーマを扱いつつも、音楽的にはポップの領域へと回帰している。

## ターヒル・サディコフ
ボララルのボーカルでありリーダーのターヒル・サディコフは1973年にタシュケントの旧市街で生まれた。彼の友人バハディール・プラトフとジャヴァヒール・ザキロフ、更にルスラン・シャリポフが加わり、彼らが高校を卒業した1989年にボララルが結成された。ターヒル・サディコフは現在、ケラジャク・レコードという自身が設立したレコード・レーベルに所属している。彼はウズベキスタン国内において、「ウズベキスタン最優秀アーティスト」、「ニホル」、「タロナ」といった数々の賞を受賞している。